# مارک براسنیک
مارک براسنیک (انگلیسی: Marc Brašnić؛ زادهٔ ۲۱ اکتبر ۱۹۹۶) بازیکن فوتبال اهل آلمان است.
از باشگاه‌هایی که در آن بازی کرده‌است می‌توان به باشگاه فوتبال گروتر فورث، باشگاه فوتبال پادربورن، و باشگاه فوتبال بایر ۰۴ لورکوزن اشاره کرد.
وی همچنین در تیم‌های ملی فوتبال جوانان آلمان و Croatia national under-19 football team بازی کرده‌است.